# 凯瑟琳·米切尔
凯瑟琳·米切尔（英語：Kathryn Mitchell，1982年7月10日—），澳大利亚女子田径运动员。她曾代表澳大利亚参加2006年、2010年、2014年和2018年英联邦运动会田径比赛，获得一枚金牌。她也曾参加2012年、2016年和2020年夏季奥林匹克运动会。